# منابع آب
منابع آب، منابعی طبیعی و بالقوه مفید از آب هستند. فعالیت‌های کشاورزی، صنعتی، خانگی، تفریحی و زیست‌محیطی از جمله مصارف آب به‌شمار می‌آیند. تمامی موجودات زنده برای رشد و تولید مثل، نیازمند آب هستند.  ۱۴٪ آب روی زمین، آب شور و فقط سه درصد آن، آب شیرین است؛ اندکی بیش از دو-سوم این مقدار، در یخچال‌های طبیعی و کلاهک‌های یخی و قطبی منجمد شده‌است. مابقی آب شیرین، غیر منجمد است و عمدتاً تحت عنوان آب زیرزمینی یافت می‌شود و فقط بخش کوچکی از آن در روی زمین یا در هوا وجود دارد.
آب شیرین، یک منبع تجدیدپذیر است، با این وجود، منابع آب زیرزمینی جهان، پیوسته در حال کاهش است؛ کاهش قابل توجهی در منابع آب آسیا، آمریکای جنوبی و آمریکای شمالی رخ داده‌است، اگرچه هنوز مشخص نیست که تجدید طبیعی، تا چه حد این مصرف را تعدیل می‌کند و آیا اکوسیستم‌ها مورد تهدید قرار گرفته‌اند یا خیر. چارچوب تخصیص منابع آبی به کاربران (در صورت وجود چنین چارچوبی) تحت عنوان حقوق آب شناخته می‌شود.

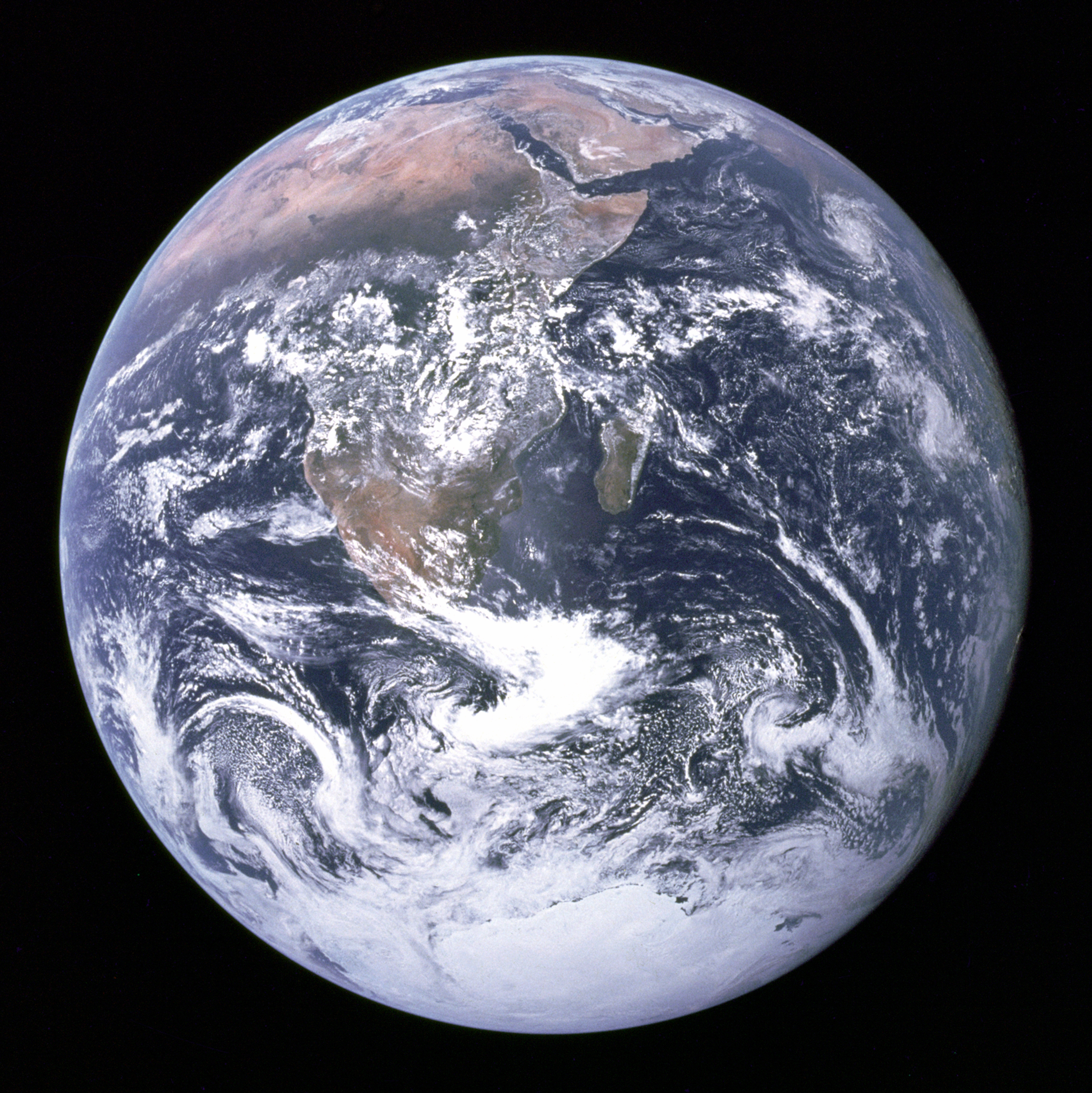
حدود سه‌چهارم سطح زمین با آب پوشیده شده‌است

## منابع آب شیرین

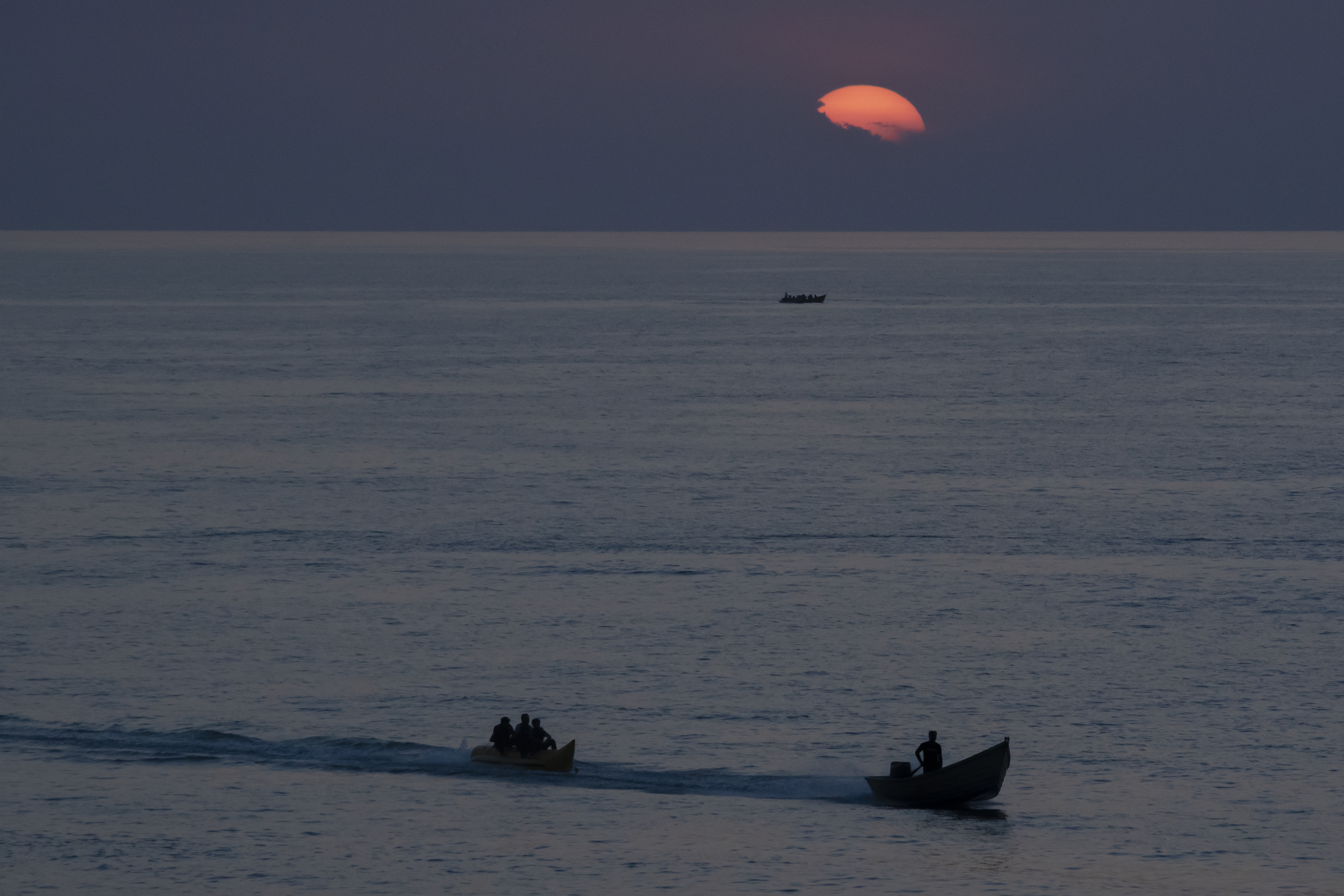
دریای خزر از منابع مهم آب سطحی ایران (ساحل سرخ رود)

### آب سطحی
آب درون یک رودخانه، دریاچه یا تالاب، آب سطحی محسوب می‌شود. آب سطحی، به‌طور طبیعی با بارش تغذیه می‌شود و به‌طور طبیعی از طریق تخلیه به اقیانوس‌ها، تبخیر، تبخیر و تعرق و تغذیه آب زیرزمینی جابجا می‌شود.
اگرچه تنها ورودی طبیعی به هر نظام آب سطحی، بارش در حوضه آبریز آن است، مقدار کل آب در آن نظام در هر زمان مشخص به بسیاری از عوامل دیگر بستگی دارد. این عوامل عبارتند از ظرفیت ذخیره‌سازی در دریاچه‌ها، تالاب‌ها و مخازن مصنوعی، نفوذپذیری خاک زیرین این پیکره‌های ذخیره ای، ویژگی‌های رواناب زمین در حوضه آبخیز، زمان بارش و میزان تبخیر موضعی. همه این عوامل، مقادیر هدر رفت آب را نیز تحت تأثیر قرار می‌دهند.
فعالیت‌های بشر می‌تواند اثر گسترده و گاهی مخرب بر این عوامل داشته باشد. اغلب، انسان‌ها با ساخت مخازن، ظرفیت ذخیره‌سازی را افزایش و با زهکشی تالاب‌ها، آن را کاهش می‌دهند. غالباً، انسان‌ها با سنگفرش کردن مناطق و کانال سازی جریان نهرها، مقادیر و سرعت رواناب را افزایش می‌دهند.
مقدار کل آب موجود در هر زمان معین یک نکته حائز اهمیت است. بعضی از کاربران آب (انسانی) به‌طور متناوب به آب نیاز دارند؛ مثلاً، مزارع بسیاری، در بهار، مقادیر زیادی آب نیاز دارند ولی در زمستان نیازی به آب ندارند. یک نظام آب سطحی برای تأمین آب چنین مزرعه ای، نیازمند یک ظرفیت ذخیره‌سازی زیاد برای جمع‌آوری آب در طول سال و آزادسازی آن در یک مدت زمان کوتاه است. کاربران دیگر به‌طور مداوم به آب نیاز دارند، مثل نیروگاهی که برای خنک سازی، نیازمند آب است. برای تأمین آب چنین نیروگاهی، هنگامی که جریان متوسط نهر کمتر از نیاز نیروگاه باشد، یک نظام آب سطحی فقط نیازمند ظرفیت ذخیره‌سازی کافی برای پر شدن است.
با این وجود، در دراز مدت، میزان متوسط بارندگی درون یک حوضه آبریز، بالاتر از حد متوسط مصرف آب سطحی طبیعی، از آن حوضه آبریز است.
آب سطحی طبیعی با وارد شدن آب سطحی از حوضه‌های آبریز دیگر از طریق یک کانال یا خط لوله تغذیه می‌شود. آب سطحی از هر منبع دیگری که در اینجا ذکر شده‌است نیز می‌تواند تغذیه شود، اگرچه این مقادیر، عملاً ناچیز هستند. انسان‌ها نیز می‌توانند باعث شوند که آب سطحی از طریق آلودگی «تلف شود» یا به عبارت دیگر غیرقابل استفاده گردد.
تخمین زده شده‌است که برزیل بزرگترین منبع آب شیرین در جهان را دارد و روسیه و کانادا در درجه بعدی قرار دارند.

### جریان تحت رودخانه‌ای
در طول مسیر رودخانه، حجم کلی آبی که به پایین دست منتقل شده، اغلب ترکیبی است از جریان آب آزاد قابل مشاهده همراه با میزان جریان قابل توجهی در سنگ‌ها و رسوبات که در بستر رودخانه قرار گرفته‌اند، و دشت سیلابی آن، منطقه hyporheic نامیده می‌شود. برای رودخانه‌های بسیاری که در دره‌های بزرگ قرار دارند، این جزء دیده نشده از جریان، ممکن است بسیار بیشتر از جریان قابل مشاهده باشد. منطقه hyporheic اغلب بین آب سطحی و آب زیرزمینی آبخوان‌ها، یک رابط پویا تشکیل می‌دهد، که باعث مبادله جریان بین رودخانه‌ها و آبخوان‌ها می‌شود که شاید به‌طور کامل تغذیه یا تخلیه شود. این امر به ویژه در مناطق کارست که pot-holes و رودخانه‌های زیرزمینی متداول هستند، قابل توجه است.

### آب زیرزمینی
آب زیرزمینی، آب شیرینی است که در فضای منافذ زیر سطح خاک و سنگ‌ها قرار دارد. همچنین آبی است که درون آبخوان‌ها، زیر سطح ایستابی جریان دارد. گاهی اوقات جداسازی بین آب زیرزمینی که بسیار نزدیک است با آب سطحی و آب زیرزمینی عمقی در یک آبخوان (گاهی اوقات «آب فسیلی» نامیده می‌شود)، مفید است.
اصطلاحات مورد استفاده برای آب سطحی نظیر ورودی‌ها، خروجی‌ها و ذخیره‌سازی را نیز می‌توان برای آب زیرزمینی در نظر گرفت. تفاوت عمده این است که به دلیل سرعت پایین بازیابی آن، ذخیره‌سازی آب زیرزمینی عموماً (در حجم) در مقایسه با ورودی‌ها نسبت به آنچه که برای آب سطحی وجود دارد، بسیار بیشتر است. این تفاوت، استفاده ناپایدار برای مدت زمان طولانی و بدون عواقب شدید را برای انسان‌ها تسهیل می‌کند. با این وجود، در دراز مدت نرخ متوسط نفوذ بالای یک منبع آب زیرزمینی بالاتر از حد متوسط مصرف آب از آن منبع است.
ورودی طبیعی به آب زیرزمینی، نفوذ از آب سطحی است. خروجی‌های طبیعی از آب زیرزمینی، چشمه‌ها و نفوذ به اقیانوس هاست.
همچنین اگر منبع آب سطحی در معرض تبخیر قابل توجهی قرار گیرد، ممکن است یک منبع آب زیرزمینی شور شود. این وضعیت می‌تواند به صورت طبیعی زیر پیکره‌های آبی یا به صورت مصنوعی زیر زمین‌های کشاورزی آبیاری شده رخ دهد. استفاده بشر از یک منبع آب زیرزمینی در مناطق ساحلی، ممکن است باعث تغییر جهت نفوذ به سمت اقیانوس شود یا همچنین می‌تواند باعث شوری خاک شود. همچنین انسان‌ها می‌توانند باعث شوند که آب زیرزمینی از طریق آلودگی، «تلف شود». انسان‌ها می‌توانند ورودی به یک منبع آب زیرزمینی را با ساخت مخازن یا حوضچه‌های نگهداری افزایش دهند.

### آب منجمد
برای استفاده از کوه‌های یخی به عنوان منبع آب، چندین طرح پیشنهاد شده‌است، اما تا به امروز این طرح‌ها فقط برای اهداف تحقیقاتی انجام شده‌اند. رواناب یخچال‌های طبیعی، آب سطحی در نظر گرفته می‌شود.

هیمالیا، که اغلب «بام جهان» نامیده می‌شود، شامل برخی از ناهموارترین و مرتفع‌ترین مناطق روی زمین، همچنین بیشترین منطقه یخچال‌های طبیعی و لایه‌های منجمد خارج از قطب‌ها می‌باشد. ۱۰ رودخانه بزرگ آسیا از آنجا نشأت می‌گیرند و معیشت بیش از یک میلیارد نفر به آنها وابسته است. از پیچیدگی‌های این نقاط می‌توان به رشد دما در آنجا اشاره کرد که سریع تر از متوسط جهانی افزایش می‌یابد. طی یک دهه گذشته، در نپال، دما تا ۰/۶ درجه سانتی گراد افزایش یافته‌است در حالی که در سطح جهانی، زمین در طی صد سال گذشته تقریباً ۰/۷ درجه سانتیگراد گرم شده‌است.

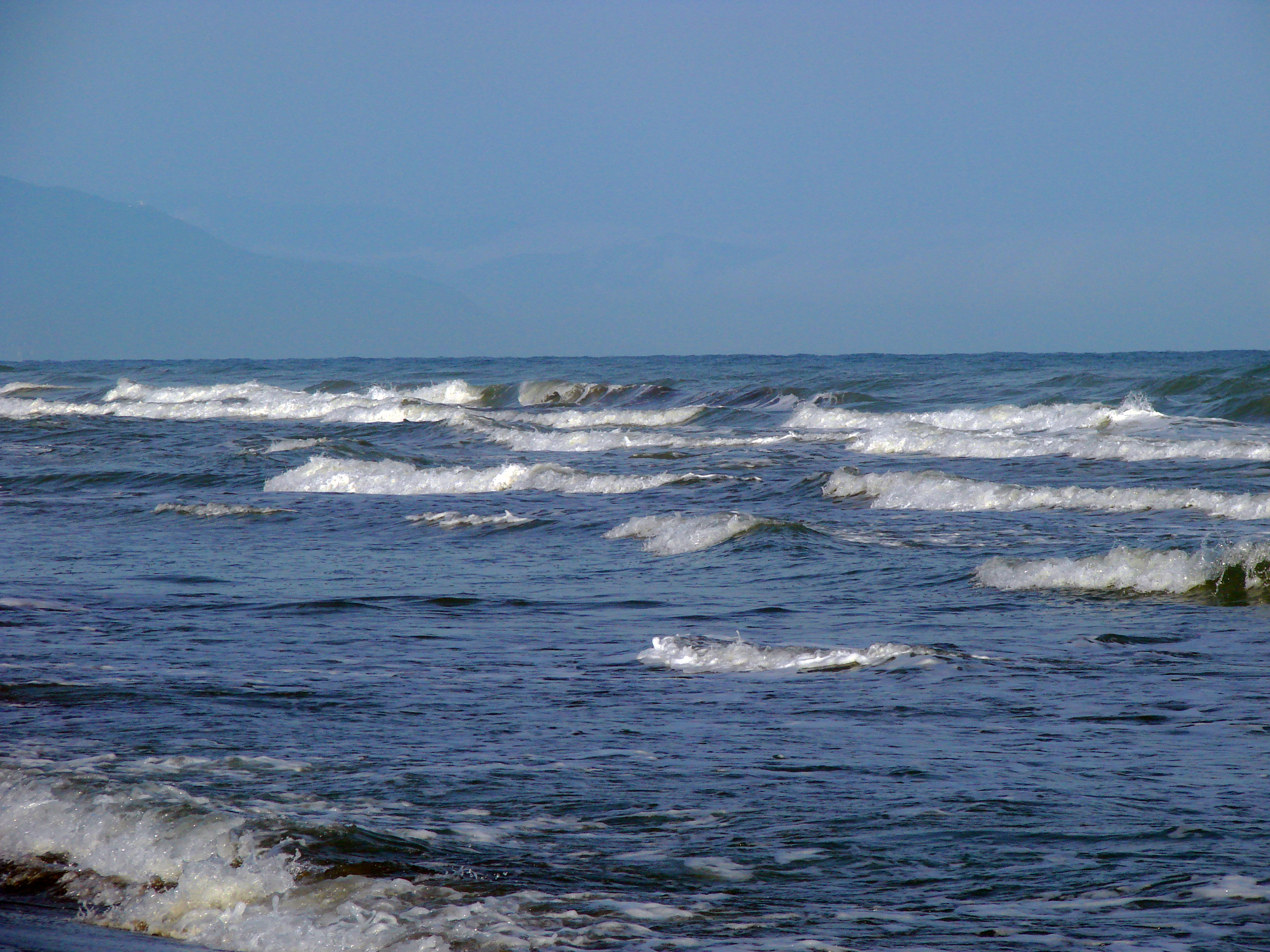
ساحل محمودآباد، دریای خزر

### نمک‌زدایی
نمک زدایی فرآیندی مصنوعی است که توسط آن آب شور (عموما آب دریا) به آب شیرین تبدیل می‌شود. متداول‌ترین فرآیندهای نمک زدایی، تقطیر و اسمز معکوس هستند. در حال حاضر در مقایسه با اکثر منابع جایگزینی آب، نمک زدایی، گران است و فقط بخش بسیار کمی از کل مصرف بشر از طریق نمک زدایی تأمین می‌شود. نمک زدایی معمولاً از نظر اقتصادی فقط برای مصارف با ارزش بالا (مثل مصارف خانگی و صنعتی) در مناطق خشک کاربردی است. با این حال، برای مصارف کشاورزی و مناطق پرجمعیت مثل سنگاپور یا کالیفرنیا، توسعه نمک زدایی وجود دارد. گسترده‌ترین کاربرد (نمک زدایی) در خلیج فارس است.

## کاربردهای آب

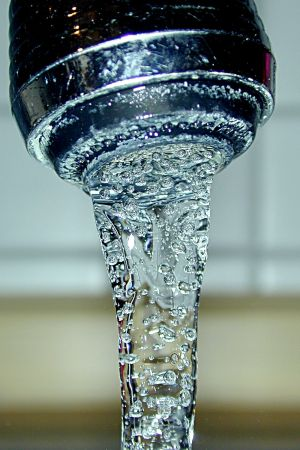
شیر آب خانگی

### کشاورزی
تخمین زده شده‌است که ۷۰٪ آب جهان برای آبیاری استفاده می‌شود با اینکه ۳۵–۱۵٪ برداشت‌های آبیاری ناپایدار است. حدود ۲۰۰۰ تا ۳۰۰۰ لیتر آب برای تولید غذای کافی برای تأمین نیاز رژیم غذایی روزانه یک فرد لازم است. این مقدار در مقایسه با مقدار لازم برای آشامیدن که بین ۲ تا ۵ لیتر است، قابل توجه است. آب مورد نیاز برای تولید غذای بیش از ۷ میلیارد نفری که امروزه ساکن سیاره زمین هستند، کانالی را با عمق ۱۰ متر، عرض ۱۰۰ متر و طول ۲۱۰۰ کیلومتر را پر می‌کند.

#### کم‌آبی در حال افزایش
حدود پنجاه سال پیش، تصور عمومی این بود که آب یک منبع بی‌نهایت است. در آن زمان، کمتر از نصف تعداد افراد کنونی روی سیاره وجود داشتند. مردم به اندازه امروز ثروتمند نبودند، کالری کمتری مصرف می‌کردند و گوشت کمتری می‌خوردند بنابراین آب کمتری برای تولید غذای آنها نیاز بود. آنها به یک- سوم حجم آبی که ما امروزه از رودخانه‌ها برداشت می‌کنیم، نیاز داشتند. امروزه رقابت بر سر منابع آب بسیار شدیدتر است. این موضوع به این دلیل است که در حال حاضر ۷ میلیارد نفر روی سیاره هستند، مصرف گوشت و سبزیجات آنها در حال افزایش است، و رقابت فزاینده ای بر سر آب برای صنعت، محصولات سوخت زیستی شهرنشینی و اقلام غذایی متکی به آب وجود دارد. حتی در آینده، آب بیشتری برای تولید غذا نیاز است زیرا پیش‌بینی شده‌است که تا سال ۲۰۵۰، جمعیت زمین به ۹ میلیارد نفر افزایش می‌یابد. ۲/۵ تا ۳ میلیارد نفر دیگری که می‌خواهند غلات کمتر و گوشت و سبزیجات بیشتری بخورند، می‌توانند ۵ میلیون کیلومتر دیگر به کانال مجازی یادشده اضافه کنند.
ارزیابی مدیریت آب در بخش کشاورزی در سال ۲۰۰۷ توسط مؤسسه بین‌المللی مدیریت آب در سریلانکا انجام شد تا ببیند آیا جهان آب کافی برای تأمین غذای جمعیت در حال رشد خود دارد یا خیر. این ارزیابی، در دسترس بودن فعلی آب برای کشاورزی در مقیاس جهانی را ارزیابی کرد و مناطقی که از کم‌آبی رنج می‌برند را نقشه‌برداری کرد. این تحقیق نشان داد که یک- پنجم مردم جهان، بیش از ۱/۲ میلیارد نفر، در مناطقی با کم‌آبی فیزیکی یعنی جایی که آب کافی برای تأمین همه نیازها وجود ندارد، زندگی می‌کنند. ۱/۶ میلیارد نفر دیگر در مناطقی زندگی می‌کنند که کم‌آبی اقتصادی را تجربه می‌کنند، جایی که عدم سرمایه‌گذاری در بخش آب یا ناکافی بودن ظرفیت انسانی، تأمین تقاضای آب را برای مسئولان غیرممکن می‌سازد. علاوه بر این، یک- سوم جمعیت جهان، یعنی بیش از ۲/۳ میلیارد نفر، دسترسی به آب آشامیدنی پاک ندارند. گزارش حاکی از آن بود که تولید غذای مورد نیاز در آینده ممکن خواهد بود اما ادامه روندهای امروزی تولید غذا و زیست‌محیطی منجر به بحران در بسیاری از بخش‌های جهان می‌شود. برای جلوگیری از بحران آب جهانی، کشاورزان باید برای افزایش بهره‌وری جهت تأمین تقاضای در حال افزایش غذا تلاش کنند، تا زمانی که صنایع و شهرها، راهکارهایی برای استفاده مؤثرتر آب پیدا کنند.
در برخی مناطق جهان، آبیاری برای رشد هیچ محصولی، اصلاً ضروری نیست، در مناطق دیگر، (آبیاری) باعث می‌شود که محصولات سودمندتری رشد کنند یا بازده محصول را افزایش می‌دهد. روش‌های گوناگون آبیاری با برآوردهای مختلفی بین بازده محصول، مصرف آب و هزینه (سرمایه) تجهیزات و سازه‌ها سروکار دارد. روش‌های آبیاری مثل آبیاری شیاری و آب پاش هوایی معمولاً هزینه کمتری دارند اما به‌طور معمول از کارایی کمتری نیز برخوردار هستند، زیرا مقدار زیادی آب تبخیر و در زیر منطقه ریشه (اصلی) تخلیه یا زهکشی می‌شود. روش آبیاری قطره ای، آبیاری غرقابی و بعضی انواع سیستم‌های آب پاش که در آنها آب پاش‌ها نزدیک سطح زمین عمل می‌کنند، روش‌های دیگر آبیاری هستند که کارآمدتر به نظر می‌رسند. این نوع سیستم‌ها گرچه گران‌تر هستند اما معمولاً برای به حداقل رساندن رواناب، زهکشی و تبخیر، پتانسیل بیشتری دارند. هر نظامی که نادرست مدیریت شود می‌تواند بی فایده باشد، همه روش‌ها پتانسیل این را دارند که تحت شرایط مناسب و مدیریت و زمان‌بندی صحیح آبیاری، کارایی بالایی داشته باشند. برخی مسائلی که معمولاً به اندازه کافی مورد توجه قرار نمی‌گیرند شور شدن آب زیرزمینی و تجمع آلاینده هاست که منجر به کاهش کیفیت آب می‌شوند.
با افزایش جمعیت جهان و افزایش تقاضا برای غذا در جهانی که دارای یک منبع آب ثابت است، تلاش برای یادگیری چگونگی تولید غذای بیشتر با آب کمتر از طریق پیشرفت‌هایی در روش‌ها و فناوری‌های آبیاری، مدیریت آب کشاورزی، انواع محصولات و پایش آب، در دست انجام است. پرورش آبزیان یک کاربرد کوچک اما رو به رشد کشاورزی از آب است. شیلات تجاری آب شیرین ممکن است به عنوان مصارف کشاورزی از آب نیز در نظر گرفته شود اما به‌طور کلی اولویت کمتری نسبت به آبیاری به آن اختصاص داده شده‌است (دریای آرال و دریاچه پیرامید را ملاحظه کنید).

### صنایع
تخمین زده شده‌است که ۲۲٪ آب جهان برای صنعت مورد استفاده قرار می‌گیرد. سدهای برق آبی، نیروگاه‌های ترموالکتریک که آب را برای خنک سازی استفاده می‌کنند، پالایشگاه‌های نفت و سنگ معدن که آب را در فرآیندهای شیمیایی استفاده می‌کنند و کارخانه‌های تولیدی که آب را به عنوان حلال استفاده می‌کنند، کاربران عمده صنعتی می‌باشند. برداشت آب برای صنایع خاص می‌تواند بسیار زیاد باشد اما به‌طور کلی مصرف آن نسبت به کشاورزی، خیلی کمتر است.
آب در تولید برق تجدیدپذیر مورد استفاده قرار می‌گیرد. نیروی برق آبی، از نیروی آب جاری در سرازیری که یک توربین متصل به یک ژنراتور را به حرکت درمی‌آورد، انرژی دریافت می‌کند. این (نیروی) برق آبی یک منبع انرژی کم هزینه، غیر آلاینده و تجدیدپذیر است. به‌طور چشمگیری، نیروی برق آبی همچنین می‌تواند برخلاف اکثر منابع انرژی تجدیدپذیر که متناوب هستند برای بارگیری متوالی مورد استفاده قرار گیرد. در نهایت، انرژی در نیروگاه برق آبی توسط خورشید تأمین می‌شود. گرمای خورشید، آب را تبخیر می‌کند که به عنوان باران در ارتفاعات بالاتر متراکم و سرازیر می‌شود. نیروگاه‌های هیدروالکتریک ذخیره ای و پمپاژ نیز وجود دارند که زمانی که تقاضا کم است، از برق شبکه برای پمپاژ آب به بالا و هنگامی که تقاضا بالاست، از آب ذخیره شده برای تولید برق، استفاده می‌کنند.
به‌طور کلی، نیروگاه‌های برق آبی نیازمند ایجاد یک دریاچه مصنوعی بزرگ هستند. به علت ناحیه سطحی بیشتری که در معرض عناصر قرار دارد، تبخیر از این دریاچه نسبت به تبخیر از یک رودخانه بیشتر است و باعث مصرف آب بسیار بیشتری می‌شود. فرآیندهای حرکت و انتقال آب از طریق توربین و تونل‌ها یا لوله‌ها نیز به‌طور مختصر این آب را از محیط طبیعی حذف می‌کند و باعث برداشت آب می‌شود. اثر این برداشت بر روی حیات وحش بسته به نوع طراحی نیروگاه، بسیار متفاوت است.
آب تحت فشار در برش دهنده‌های جت آب و انفجاری آب استفاده می‌شود. همچنین برای برش دقیق، تفنگ‌های آب با فشار بالا مورد استفاده قرار می‌گیرند. این (تفنگ آبی با فشار بالا) بسیار خوب کار می‌کند، نسبتاً ایمن است و برای محیط زیست مضر نیست. همچنین در خنک سازی ماشین آلات برای جلوگیری از گرم شدن بیش از حد یا جلوگیری از گرم شدن بیش از حد تیغ‌اره‌ها مورد استفاده قرار گرفته‌است. به‌طور کلی این مورد یک منبع خیلی کوچک از مصرف آب نسبت به مصارف دیگر است.
همچنین در بسیاری از فرآیندهای صنعتی بزرگ مقیاس مثل تولید نیروی ترموالکتریک، پالایش نفت، تولید کود و دیگر کارخانه‌های مواد شیمیایی و استخراج گاز طبیعی از سنگ شیل (نفت زا)، آب مورد استفاده قرار گرفته‌است. تخلیه آب تصفیه نشده از مصارف صنعتی، آلوده است. آلودگی شامل املاح تخلیه شده (آلودگی شیمیایی) و افزایش دمای آب (آلودگی حرارتی) می‌باشد. صنعت، برای بسیاری از برنامه‌های کاربردی، نیازمند آب خالص است و تکنیک‌های خالص سازی متنوعی را در تأمین و تخلیه آب استفاده می‌کند (از انواع روشهای تصفیه هم در تأمین آب و هم در تخلیه استفاده می‌کند). اکثر این آب خالص یا از آب شیرین طبیعی یا از آب خاکستری یا پساب شهری، در محل تولید می‌شود. به علت قوانینی که ملزم می‌کند پساب صنعتی تصفیه شود و به محیط زیست برگردانده شود، مصرف آب صنعتی به‌طور کلی خیلی کمتر از برداشت آن است. نیروگاه‌های ترموالکتریک از برج‌های خنک‌کننده با مصرف بالا استفاده می‌کنند (تقریبا برابر با برداشت آنها)، زیرا اکثر آب برداشت شده به عنوان بخشی از فرایند خنک سازی تبخیر می‌شود. با این حال برداشت در سیستم‌های خنک‌کننده یک بار مصرف کمتر است.

### مصرف خانگی
تخمین زده شده‌است که ۸٪ مصرف آب جهان برای اهداف خانگی است. آب آشامیدنی، حمام کردن، پخت و پز، استفاده از فلاش تانک، نظافت، شستشوی لباس و باغبانی جز اهداف خانگی می‌باشند. Peter Gleick، نیاز اولیه آب برای مصارف خانگی روزانه، برای هر فرد به استثناء آب مورد نیاز باغ‌ها را حدود ۵۰ لیتر تخمین زده‌است. آب آشامیدنی آبی است که از کیفیت به حد کافی بالا برخوردار است بنابراین می‌تواند بدون هیچ خطر صدمه فوری یا طولانی مدت، مصرف شود. چنین آبی معمولا آب شرب نامیده می‌شود. در اکثر کشورهای توسعه یافته آب تأمین شده برای (مصارف) خانگی، تجاری و صنعتی همه استانداردهای آب آشامیدنی را دارد با اینکه فقط بخش خیلی کمی برای آماده‌سازی غذا مورد استفاده قرار می‌گیرد.

### تفریح
مدیریت پایدار منابع آب (شامل فراهم کردن منابع ایمن و سالم برای آب آشامیدنی و آبیاری، بهداشت (سیستم تخلیه فاضلاب) مناسب، حفاظت از اکوسیستم‌های آبی و حفاظت از سیل) در بسیاری از بخش‌های جهان، با چالش‌های بزرگی مواجه است.
مصرف آب برای تفریح معمولاً خیلی کم است اما درصد در حال رشدی از کل مصرف آب جهان را تشکیل می‌دهد. مصرف آب برای تفریح بیشتر به مخازن گره خورده‌است. اگر یک مخزن پرتر از آنچه که باید باشد نگه داشته شود، (به غیر از مصرف تفریحی) سپس آب حفظ شده را می‌توان به عنوان استفاده تفریحی دسته‌بندی کرد. رهاسازی آب از مخازن نیز فرصت را برای قایق‌رانی در آب سفید بیشتر می‌کند که همچنین می‌تواند یک استفاده تفریحی به حساب آید. ماهیگیران، اسکی بازان روی آب، علاقه مندان به طبیعت و شناگران نمونه‌های دیگری هستند.
استفاده تفریحی معمولاً غیر مصرفی است. زمین‌های گلف اغلب به دلیل استفاده مقدار زیادی آب به ویژه در مناطق خشک‌تر مورد هدف قرار می‌گیرند. با این حال هنوز مشخص نیست که آیا آبیاری تفریحی (که شامل باغ‌های خصوصی است) تأثیر قابل توجهی بر روی منابع آبی دارد یا خیر. این موضوع بیشتر به علت در دسترس نبودن اطلاعات موثق است. به علاوه زمین‌های گلف زیادی از فاضلاب تصفیه شده اولیه یا به‌طور انحصاری تصفیه شده استفاده می‌کنند که اثر کمی بر روی در دسترس بودن آب شرب دارد.
برخی دولت‌ها از جمله دولت کالیفرنیا، به منظور منحرف کردن اتهامات طرفداران محیط‌زیست مبنی بر هدر رفتن آب، استفاده از زمین گلف را به عنوان (مصرف) کشاورزی تلقی کرده‌اند. با این حال با استفاده از ارقام فوق به عنوان مبنا، اثر آماری واقعی این تغییر کاربری نزدیک صفر است. در آریزونا یک لابی سازمان یافته در قالب انجمن صنعت گلف تأسیس شده‌است، گروهی که بر آموزش عموم در مورد اینکه چگونه گلف بر محیط زیست اثر می‌گذارد متمرکز است.
استفاده تفریحی ممکن است در دسترس بودن آب برای کاربران دیگر در زمان‌ها و مکان‌های خاص را کاهش دهد. مثلا آب ذخیره شده در یک مخزن برای قایق‌رانی در اواخر تابستان، برای کشاورزان در طی فصل کاشت بهار در دسترس نیست. آب آزاد شده برای White water rafting ممکن است برای تولید برق آبی (در زمان اوج نیاز به برق) در دسترس نباشد.

### محیط‌زیست
استفاده واضح محیط زیست از آب نیز خیلی کم است اما درصد در حال افزایشی از مصرف کلی آب است. آب زیست‌محیطی ممکن است شامل آب ذخیره شده در مخازن باشد و برای اهداف زیست‌محیطی آزاد شود (آب زیست‌محیطی نگه داشته شده) اما بیشتر اوقات آبی است که در آب راه‌ها از طریق محدودیت‌های نظارتی بر بهره‌برداری نگه داشته شده‌است. استفاده آب زیست‌محیطی شامل آبیاری تالاب‌های طبیعی یا مصنوعی، دریاچه‌های مصنوعی با هدف ایجاد زیستگاه حیات وحش، پلکان (پرورش) ماهی و آزادسازی آب از مخازن زمان‌بندی شده برای کمک به تخم ریزی ماهی یا برگرداندن الگوهای بیشتر جریان طبیعی است.
مشابه استفاده تفریحی، استفاده زیست‌محیطی غیر مصرفی است اما ممکن است در دسترس بودن آب برای کاربران دیگر در زمان‌ها و مکان‌های خاص را کاهش دهد؛ مثلاً آزادسازی آب از یک مخزن برای کمک به تخم ریزی ماهی ممکن است باعث شود که آب برای مزارع بالادست در دسترس نباشد و آب نگه داشته شده در یک رودخانه برای حفظ سلامت آبراه، برای بهره برداران پایین دست در دسترس نخواهد بود.

## تنش آبی
مفهوم تنش آبی نسبتاً ساده است: بر اساس شورای تجارت جهانی برای توسعه پایدار WWorld Business Council for Sustainable Development]، تنش آبی برای موقعیت‌هایی به کار برده می‌شود که آب کافی برای همه مصارف اعم از کشاورزی، صنعتی یا خانگی وجود ندارد. تعریف آستانه‌ها برای تنش از نظر سرانه آب موجود، پیچیده‌تر است، با این حال مستلزم مفروضاتی در مورد استفاده آب و کارایی آن است. با این وجود، پیشنهاد شده‌است که هنگامی که سرانه در دسترس بودن آب شیرین تجدیدپذیر سالانه کمتر از ۱۷۰۰ متر مکعب باشد، کشورها تنش آبی دوره ای یا منظم را تجربه می‌کنند. زیر ۱۰۰۰ متر مکعب، کم‌آبی، مانع توسعه اقتصادی و سلامت و رفاه انسان می‌شود.

### رشد جمعیت
در سال 2000(میلادی)، جمعیت جهان ۶/۲ میلیارد نفر بود. سازمان ملل تخمین می‌زند که تا سال ۲۰۵۰، ۳/۵ میلیارد نفر دیگر با بیشترین رشد در کشورهای در حال توسعه که از قبل دچار تنش آبی هستند، وجود خواهد داشت؛ بنابراین، تقاضای آب افزایش خواهد یافت مگر اینکه در صرفه جویی و بازچرخانی این منبع حیاتی افزایش قابل توجهی وجود داشته باشد. با استفاده از داده‌های ارائه شده در اینجا توسط سازمان ملل، بانک جهانی به توضیح این می‌پردازد که دسترسی به آب برای تولید غذا یکی از اصلی‌ترین چالش‌ها در دهه‌های آینده خواهد بود. نیاز است که در دسترسی به آب، ضمن در نظر گرفتن اثر تغییر اقلیم و سایر متغیرهای زیست‌محیطی و اجتماعی، تعدیل صورت گیرد.

### توسعه فعالیت تجاری
فعالیت تجاری از صنعتی شدن گرفته تا خدماتی از قبیل گردشگری و سرگرمی همچنان به سرعت در حال گسترش است. این توسعه، نیازمند افزایش خدمات آبی از جمله تأمین و فاضلاب یا بهداشت است که می‌تواند باعث وارد شدن فشار بیشتر به منابع آب و اکوسیستم طبیعی، شود.

### شهرنشینی سریع
روند شهرنشینی در حال شتاب گرفتن است. استفاده از چاه‌های خصوصی کوچک و تانک‌های سپتیک که در جوامع با تراکم پایین به خوبی جواب می‌دهد، در مناطق شهری با تراکم بالا امکان‌پذیر نیست. شهرنشینی نیازمند سرمایه‌گذاری قابل توجهی در زیرساخت آب، به منظور رساندن آب به افراد و تصفیهٔ انبوه فاضلاب می‌باشد. این آب‌های کثیف و آلوده باید تصفیه شوند در غیر این صورت خطرات سلامت عمومی غیرقابل پذیرشی را به همراه دارند.
در ۶۰٪ شهرهای اروپایی با بیش از ۱۰۰۰۰۰ نفر جمعیت، آب زیرزمینی در نرخ سریعتری نسبت به نرخ تغذیه مورد استفاده قرار می‌گیرد. حتی اگر مقداری آب در دسترس بماند، هزینه جذب آن به‌طور فزاینده ای بیشتر است.

### تغییر اقلیم
تغییر اقلیم به دلیل ارتباط نزدیک بین اقلیم و چرخه هیدرولوژیکی، می‌تواند اثرات چشمگیری بر روی منابع آب در سراسر جهان داشته باشد. افزایش دما، تبخیر را افزایش خواهد داد و به افزایش بارش منجر می‌شود، اگرچه متغیرهای منطقه ای در بارندگی دخیل خواهد بود. ممکن است در مناطق و زمان‌های مختلف خشکسالی‌ها و سیل‌ها شایع تر شوند و می‌توان منتظر تغییرات چشمگیر در بارش برف و ذوب برف در مناطق کوهستانی بود. دماهای بالاتر نیز کیفیت آب را از طریق راه‌هایی که به خوبی درک نشده‌اند تحت تأثیر قرار خواهد داد. اثرات احتمالی شامل اوتروفیکاسیون است. تغییر اقلیم همچنین می‌تواند به معنی افزایش در تقاضا برای آبیاری مزرعه، آب پاش‌های باغ و حتی شاید استخرهای شنا باشد. اکنون شواهد زیادی وجود دارد که نشان می‌دهد افزایش تنوع هیدرولوژیکی و تغییر اقلیم، می‌تواند از طریق چرخه هیدرولوژیکی، دسترسی به آب، تقاضای آب و تخصیص آب در سطوح مختلف جهانی، منطقه ای، حوضه ای و محلی، تأثیر عمیقی بر بخش آب وارد سازد.

### تخلیه آبخوان‌ها
به علت گسترش جمعیت بشر، رقابت بر سر آب در حال افزایش است به گونه ای که بسیاری از آبخوان‌های اصلی جهان در حال تهی‌شدن هستند. این امر به دلیل مصرف مستقیم انسان به واسطهٔ آبیاری با آب زیرزمینی اتفاق می‌افتد. در حال حاضر میلیون‌ها پمپ با اندازه‌های مختلف در سراسر جهان در حال استخراج آب زیرزمینی هستند. آبیاری در مناطق خشک از جمله چین شمالی، نپال و هند با آب زیرزمینی تأمین می‌شود و با نرخی ناپایدار استخراج می‌شود. شهرهای مکزیکوسیتی، بانکوک، پکن، مادراس و شانگهای، افت آبخوانها را بین ۱۰ تا ۵۰ متر تجربه کرده‌اند.

### آلودگی و حفاظت آب
آلودگی آب یکی از نگرانی‌های اصلی جهان امروز است. دولت‌های بسیاری تلاش کرده‌اند تا راه کارهایی برای کاهش این مشکل پیدا کنند. آلاینده‌های بسیاری، منابع آب را تهدید می‌کنند اما متداول‌ترین آنها به ویژه در کشورهای در حال توسعه، تخلیه فاضلاب خام به آب‌های طبیعی است؛ این روش دفع فاضلاب، رایج‌ترین روش در کشورهای توسعه نیافته‌است اما در کشورهای نیمه توسعه یافته مثل چین، هند، نپال و ایران، نیز شایع است. فاضلاب، لجن، زباله و حتی آلاینده‌های سمی همگی در آب ریخته می‌شوند. حتی اگر فاضلاب تصفیه شود، باز هم مشکلاتی به‌وجود می‌آید. فاضلاب تصفیه شده، لجن را به وجود می‌آورد که ممکن است در محل دفن زباله قرار گیرد، در زمین پخش شود، سوزانده شود یا به دریا ریخته شود. علاوه بر فاضلاب، آلودگی منبع غیر نقطه ای مثل رواناب کشاورزی، همراه با رواناب ناشی از باران و ذوب برف شهری و پساب شیمیایی ریخته شده توسط صنایع و دولت‌ها، یک منبع چشمگیر از آلودگی در برخی بخش‌های جهان است.

### آب و منازعات
درگیری بر سر آب به‌طور گسترده‌ای افزایش یافته‌است و مصالحه بر سر ضروریات تأمین آب برای مصرف بشر، تولید غذا، اکوسیستم‌ها و دیگر کاربردها دشوارتر شده‌است. مدیریت آب غالباً درگیر مشکلات متناقض و پیچیده‌ای است. تقریباً ۱۰٪ رواناب سالانه سراسر جهان برای ضروریات بشر مورد استفاده قرار می‌گیرد. مناطق مختلفی از جهان در معرض سیل قرار گرفته‌است در حالی که سایر مناطق، چنان بارش کمی دارند که زندگی بشر تقریباً غیرممکن شده‌است. با افزایش جمعیت و توسعه و افزایش تقاضای آب، احتمال (بروز) مشکلات درون یک کشور یا منطقه خاص افزایش می‌یابد همان‌طور که برای کشورهای دیگر در خارج از منطقه اتفاق می‌افتد.
طی ۲۵ سال گذشته، سیاستمداران، دانشگاهیان و روزنامه نگاران اغلب پیش‌بینی کرده‌اند که منازعات بر سر آب، منشأ جنگ‌های آینده خواهد بود. نقل قول‌های متداول عبارتند از: وزیر امور خارجه سابق مصر و دبیرکل سابق سازمان ملل، پطرس غالی که پیش‌بینی می‌کند: «جنگ بعدی در خاورمیانه بر سر آب خواهد بود نه سیاست»؛ جانشین او در سازمان ملل، کوفی عنان که در سال ۲۰۰۱ گفت «رقابت شدید بر سر آب شیرین منشا درگیری و جنگ‌ها در آینده می‌شود» و معاون سابق بانک جهانی اسماعیل سراگلدین که گفت جنگ‌های قرن آینده بر سر آب خواهد بود مگر اینکه تغییرات چشمگیری در حکمرانی رخ دهد. فرضیه جنگ‌های آب، ریشه در تحقیقات قبلی انجام شده بر روی شمار اندکی از رودخانه‌های فرامرزی مثل ایندوس، اردن و نیل دارد. این رودخانه‌های خاص مرکز توجه قرار گرفتند زیرا آنها منازعات مرتبط با آب را تجربه کرده بودند. وقایع خاصی که به عنوان شاهد ذکر شده‌اند عبارتند از: بمباران اسرائیل در تلاش‌های سوریه برای منحرف ساختن سرچشمه‌های اردن و تهدیدات نظامی مصر علیه هر کشوری که سدهایی در آب‌های بالادستی نیل بسازد. با این حال با وجود برخی پیوندهای معتبر بین درگیری و آب، لزوماً چنین هنجاری را اثبات نمی‌کنند.
تنها نمونه شناخته شده از درگیری واقعی بین دولتی بر سر آب بین سال‌های ۲۵۰۰ و ۲۳۵۰ قبل از میلاد مسیح بین حکومت‌های سومری لاگاش و امما رخ داده‌است. تنش آبی اغلب منجر به منازعات در سطوح محلی و منطقه ای شده‌است. تنش‌ها اغلب در مرزهای ملی در مناطق پایین دست حوضه‌های رودخانه ایجاد می‌شوند. به عنوان مثال، مناطقی مثل نواحی پایین‌دست رودخانه زرد چین یا رودخانه چائوفرایا در تایلند قبلاً تنش آبی را برای چندین سال تجربه کرده‌اند. همچنین، تنش آبی می‌تواند درگیری‌ها و تنش‌های سیاسی را که به‌طور مستقیم ناشی از آب نیستند را تشدید کند.

#### منابع آب مشترک می‌تواند همکاری را ارتقا دهد
منابع آبی که مرزهای بین‌المللی را در بر می‌گیرند به احتمال زیاد منشأ همکاری و تعامل هستند تا جنگ. دانشمندان شاغل در مؤسسه بین‌المللی مدیریت آب International Water Management Institute شواهد پیش‌بینی جنگ آب را بررسی کرده‌اند. یافته‌های آنها نشان می‌دهد که، اگرچه این درست است که درگیری‌های انگشت شماری مرتبط با آب در حوضه‌های بین‌المللی وجود داشته‌است، در تقریباً ۳۰۰ حوضه باقی مانده مشترک جهانی گزارش‌ها به‌طور گسترده مثبت هستند. این موضوع با مثال زدن صدها پیمانی که در مورد استفاده عادلانه آب بین ملت‌هایی که منابع آب مشترک دارند، منعقد می‌شود، روشن است. نهادهای ایجاد شده توسط این توافقات می‌توانند در حقیقت یکی از مهمترین عوامل در تأمین همکاری به جای نزاع باشند.
اتحادیه بین‌المللی حفاظت از طبیعت (IUCN) کتاب شراکت: مدیریت آب در مرزها (Share: Managing water across boundaries) را منتشر کرد. در یک فصل، فعالیت‌های مؤسسات فرامرزی و چگونگی طراحی آنها برای تقویت همکاری، غلبه بر منازعات ابتدایی و پیدا کردن راه‌هایی برای مقابله با عدم قطعیت‌های ایجاد شده توسط تغییر اقلیم، ارائه شده‌است. همچنین این کتاب مطالبی پیرامون نحوه نظارت بر اثر بخشی این قبیل مؤسسات را پوشش می‌دهد.

#### کم‌آبی‌ها
در سال ۲۰۲۵، کم‌آبی‌ها در میان کشورهای فقیرتر، جایی که منابع محدود هستند و رشد جمعیت سریع است مثل خاورمیانه، آفریقا و بخش‌هایی از آسیا رایج تر خواهد بود. تا سال ۲۰۲۵، مناطق شهری وسیع و حاشیه شهری برای تأمین آب سالم و بهداشت کافی، نیازمند زیرساخت جدید خواهند بود. این امر حاکی از افزایش درگیری با کاربران آب کشاورزی است که در حال حاضر اکثر آب مورد استفاده انسان را مصرف می‌کنند.
به‌طور کلی کشورهای توسعه یافته تر آمریکای شمالی، اروپا و روسیه با تهدید جدی در مورد تأمین آب تا سال ۲۰۲۵ مواجه نخواهند شد نه تنها به دلیل ثروت نسبی آنها بلکه مهمتر اینکه جمعیت آنها با منابع آب موجود بهتر هماهنگ خواهند شد. آفریقای شمالی، خاورمیانه، آفریقای جنوبی و چین شمالی به علت کم‌آبی فیزیکی و جمعیت بیش از حد و شرایط مرتبط با ظرفیت برد آن کشورها از حیث تأمین آب، با کم‌آبی‌های شدیدی مواجه خواهند شد. اکثر آمریکای جنوبی، جنوب صحرای آفریقا، چین جنوبی و هند با کسری‌های تأمین آب تا سال ۲۰۲۵ مواجه خواهند شد؛ در این مناطق، محدودیت‌های اقتصادی برای توسعه آب آشامیدنی سالم و نیز رشد جمعیت بیش از حد، دلایل کمبود (آب) می‌باشند.

## ملاحظات اقتصادی
تأمین آب و بهداشت (فاضلاب) نیازمند سرمایه‌گذاری هنگفتی در زیرساخت‌ها، مثل شبکه‌های لوله، ایستگاه‌های پمپاژ و تأسیسات تصفیه آب می‌باشد. تخمین زده شده‌است که ملت‌های عضو سازمان همکاری اقتصادی و توسعه (OECD) سالانه برای جایگزینی زیرساخت آب قدیمی جهت تضمین تأمین، کاهش نرخ نشت و حفاظت از کیفیت آب، حداقل نیاز به سرمایه‌گذاری معادل ۲۰۰ میلیارد دلار آمریکا دارند.
توجه بین‌المللی به نیازهای کشورهای در حال توسعه متمرکز شده‌است. برای تحقق اهداف توسعه هزاره یعنی کاهش پنجاه درصدی میزان جمعیت فاقد دسترسی به آب آشامیدنی سالم و بهداشت اولیه تا سال ۲۰۱۵، نیاز است که تقریباً سرمایه‌گذاری فعلی دوبرابر شود و به ۱۰ تا ۱۵ میلیارد دلار آمریکا برسد. این امر شامل سرمایه‌گذاری‌های لازم برای نگهداری و حفظ زیرساخت‌های موجود نمی‌شود.
هنگامی که زیرساخت‌ها برقرار هستند، نظام‌های فعال برای تأمین آب و فاضلاب، مستلزم هزینه‌های جاری چشمگیری خواهند بود تا بتوانند مخارج پرسنل، انرژی، مواد شیمیایی، نگهداری و غیره را پوشش دهند. منابع مالی برای تأمین این هزینه‌ها و هزینه‌های عملیاتی، شامل درآمدهای جاری (آب بها) و بودجه عمومی، یا ترکیبی از این دو است. یک بعد مهم که باید در نظر گرفته شود، انعطاف‌پذیری سیستم تأمین آب است.